# Station Shitennoji-mae Yuhigaoka
Station Shitennoji-mae Yuhigaoka (四天王寺前夕陽ヶ丘駅,  Shitennōji-mae Yūhigaoka-eki) is een metrostation in de wijk Tennōji-ku in Osaka, Japan. Het wordt aangedaan door de Tanimachi-lijn. Het station is bedient voornamelijk de Shitennōji, een Boeddhistische tempel, wat ook verwerkt is in de naam van het station.

## Treindienst

### Tanimachi-lijn(stationsnummer T26)
| 1 | ■ Tanimachi-lijn | richting Tennōji en Yao-Minami                 |
| 2 | ■ Tanimachi-lijn | richting Higashi-Umeda, Miyakojima en Dainichi |

## Geschiedenis
Het station werd in 1968 geopend.

## Overig openbaar vervoer
Bus 62

## Stationsomgeving
- Shitennoji-tempel
- Stadsdeelkantoor van Tennoji
- 7-Eleven
- Sunkus
- McDonald's
- Ōe-schrijn

Dainichi · Moriguchi · Taishibashi-Imaichi · Sembayashi-Omiya · Sekime-Takadono · Noe-Uchindai · Miyakojima · Tenjimbashisuji Rokuchōme · Nakazakicho · Higashi-Umeda · Minami-Morimachi · Temmabashi · Tanimachi Yonchōme · Tanimachi Rokuchōme · Tanimachi Kyūchōme · Shitennōji-mae Yūhigaoka · Tennōji · Abeno · Fuminosato · Tanabe · Komagawa-Nakano · Hirano · Kire-Uriwari · Deto · Nagahara · Yao-Minami